# Rosario Gisana
Mons. Rosario Gisana (* 14. dubna 1959 Modica) je italský římskokatolický duchovní a biskup Piazza Armerina.

## Život
Narodil se 14. dubna 1959 v Modice.
Vstoupil do nižšího semináře v Noto a poté do vyššího kněžského semináře v Acireale. Roku 1980 byl biskupem poslán do Almo collegio Capranica v Římě, kde studoval na Papežské univerzitě Gregoriana a Papežském biblickém institutu (licenciát). Dne 4. října 1986 byl biskupem Salvatorem Nicolosi vysvěcen na kněze. Stal se kanovníkem katedrály v Noto.
Dne 13. června 1988 byl ustanoven asistentem sektoru pro mládež Katolické akce a 1. října animátorem kněžského semináře v Katánii, kde také na Teologickém institutu sv. Pavla přednášel patristiku. Od 1. října 2008 byl rektorem semináře v Noto a členem Kněžské rady. Následující rok absolvoval doktorské studium na Patristickém institutu Augustinianum v Římě, kde také sloužil ve farnosti San Gregorio Barbarigo. V říjnu 2010 byl po návratu do diecéze jmenován biskupským vikářem pro pastoraci a vedoucím katechetického úřadu.
Dne 27. února 2014 jej papež František jmenoval biskupem Piazza Armerina. Biskupské svěcení přijal 5. dubna z rukou biskupa Antonia Staglianò a spolusvětiteli byli arcibiskup Michele Pennisi a biskup Paolo De Nicolò.